# Сламчица
Сламчица или цевчица је танка цев која служи за сркање пића углавном из чаше. Име је добила по слами од чега се у почетку и правила.
Историчари не знају које добио идеју да направи сламчицу, али се верује да је веома стара. Прве познате сламчице су се користиле за пијење пива. Најстарија сламчица за пиће је пронађена у гробници Сумерана и верује се да је од пре 3.000. п. н. е., била је златна цевчица са племенитим уметнутим плавим каменом лапис лазулија. 1800-их се правила од ража траве, постала је веома модерна и користила се свакодневно јер је била јефтина, али је имала недостатке јер је била мека због чега се ломила у пиће. Марвин Стоун је како би отклонио те недостатке патентирао модернију сламчицу коју је направио 1888. године. Данашње сламчице су направљене од полиетилена или полипропилена и користе се за једнократну употребу. Постоје разне дужине и ширине а најчешће су од 20 цм дужине. Понекад се уз њих добију и кишобранчићи.

## Галерија
- Шарене сламчице
- Пиће са сламчицом